# Henrik Poller
Henrik Poller (* 1962 in Torgau) ist ein deutscher ehemaliger Inoffizieller Mitarbeiter (IM, Deckname „Frank Göbel“) des Ministeriums für Staatssicherheit und ehemaliger Landtagsabgeordneter (Bündnis 90) im Brandenburgischen Landtag.

## Leben
Nach dem Abitur 1981 leistete er seinen Grundwehrdienst ab und war bis 1990 als Abteilungsleiter beim Rat der Stadt in Luckau tätig. Am 21. Juni 1984 verpflichtete er sich, für die Staatssicherheit (MfS oder „Stasi“) tätig zu werden. Während der gesamten Zeit seiner Tätigkeit bis einschließlich 1989 erhielt er 630,70 Mark Prämien. Die höchste Prämie wurde dabei für die Enttarnung eines geplanten Fluchtversuches mittels eines Ballons mit 250 Mark gezahlt.
1989 wurde er Mitbegründer des Neuen Forums im Kreis Luckau und war ab Januar 1990 Mitglied im Republiksprecherrat.
Bei der Landtagswahl in Brandenburg 1990 kandidierte Poller als Mitglied von Bündnis 90 und war vom 26. Oktober 1990 bis zum 28. November 1991 in der 1. Wahlperiode des Brandenburgischen Landtages Fraktionsmitglied. Wegen Aufdeckung seiner früheren Tätigkeit als Inoffizieller Mitarbeiter legte er sein Mandat nieder und veröffentlichte später den Bescheid der Gauck-Behörde. Lutz Thormann rückte im Parlament nach.
Poller studierte 1994 bis 1998 Rechtswissenschaften an der Europa-Universität Viadrina in Frankfurt/Oder und ist in Finsterwalde als Rechtsanwalt tätig und betreibt eine Sozietät als Rechts- und Fachanwalt für Arbeits- und Sozialrecht.